# Kurt West
Kurt West, född 26 juli 1923 i Esse, död 22 september 2007 i Pedersöre, var en finlandssvensk krigsveteran och författare.
Han stred i det finlandssvenska Infanteriregemente 61 (IR 61, finska: JR 61). Han låg vid Svirfronten från 1942 till sommaren 1944 då han förflyttades till Karelska näset. Där kom han bland annat att vara med om slaget vid Tienhaara.